# افتخارالاسلام آرانی
افتخارالاسلام آرانی (۱۳۴۵–۱۲۶۷ خورشیدی) یا افتخارالاسلام دربندی، مجتهد و عالم شیعی سده اخیر می‌باشد.

## زندگی
آقا حسین دربندی آرانی ملقب به افتخارالاسلام آرانی در مهرماه ۱۲۶۷ خورشیدی (۱۳۰۶ قمری) در محله دربند آران و بیدگل (از محله‌های قدیمی و مرکزی که ساکنان آن بیشتر اعیان و متمکنان بودند) متولد شد. وی در ششم بهمن ماه ۱۳۴۵ (نیمه شوال ۱۳۸۶) درگذشت و در کنار بقعه امامزاده هلال بن علی به خاک سپرده شد.
شهاب تشکری آرانی ماده تاریخ وفات وی را در دو بیت زیر چنین سروده است:
| روان حجت دین افتخار دربندی        |  | گشود پر چو ملایک به روضه رضوان  |
| شد افتخار جهان در جنان و گفت شهاب |  | که سال رحلت وی باشد افتخار جنان |

افتخار جنان در حساب ابجد عدد ۱۳۸۶ (معادل ۱۳۴۵ خورشیدی) است.

## تحصیلات و شاگردان
در زادگاهش دروس فقه و اصول را از احمد عاملی آرانی و آقا ملامحمود فاضل بیدگلی فرا گرفت. در کاشان از محضر سید محمد حسین رضوی، سید محمد علوی باغ و میرزا ابوالقاسم امام جمعه بهره برد و سپس در تهران در مدرسه سپهسالار قدیم به تحصیل پرداخت و پس از آن به نجف هجرت کرد که همزمان با تحصیلات سید علی یثربی کاشانی و نوری تهرانی در نجف بوده است.
از شاگردان وی می‌توان به علی تشکری آرانی (دامادش) و میرزا نعمت الله بیضائی آرانی اشاره نمود.

## اجازه اجتهاد
وی پس از مراجعت از نجف، از علمایی چون میرزا محمد حسین نراقی، احمد عاملی آرانی، سید محمد حسین رضوی، محمدحسین رضوی کاشانی، شهاب الدین نراقی و شیخ عبدالکریم حایری (مؤسس حوزه علمیه قم) اجازه اجتهاد و نقل روایت گرفت.

## خدمات
کتابخانه آستان امامزاده محمد هلال بن علی در سال ۱۳۴۴ خورشیدی به همت افتخارالاسلام دربندی، علی تشکری آرانی و الله‌یار صالح تأسیس شد.
تعیین امام جماعت و تشکیل نخستین هیئت امناء برای آستان امامزاده محمد هلال بن علی، اهدای آثار خطی و کتب نفیس و ارزشمند به این کتابخانه، ایجاد دفتر اسناد رسمی برای ثبت عقود و معاملات مردم برای نخستین بار در شهر آران و بیدگل و برگزاری نماز جماعت در دو مسجد مهم آران و بیدگل از دیگر خدمات اجتماعی وی در زمان حیاتش است.

## گرامیداشت
کنگره ملی افتخارالاسلام دربندی آرانی در مهرماه سال ۱۳۹۱ (همزمان با یکصد و بیست و چهارمین سالروز تولد این عالم) و در بهمن ماه سال ۱۳۹۱ (همزمان با یکصد و بیست و چهارمین سالروز درگذشت این عالم) در شهر آران و بیدگل برگزار شد.
رونمایی از کتاب زندگینامه و شرح حال افتخار الاسلام دربندی آرانی، بررسی شخصیت و خدمات اجتماعی این عالم، برگزاری شب شعر و تجلیل از فرهیختگان، روحانیون برگزیده، هنرمندان و برگزیدگان جشنواره با اهدای جایزه و تندیس هنری افتخارالاسلام را از جمله برنامه‌های این کنگره ملی بوده است.